# Mank
Mank är en stadskommun i förbundslandet Niederösterreich i Österrike. Den ligger i distriktet Melk och har 3 354 invånare (2024).
Kommunen består av 36 orter (Ortschaften) (inom parentes invånarantal 1 januari 2024):

- Aichen (27)
- Altenhofen (11)
- Anzenbach (46)
- Bodendorf (18)
- Busendorf (58)
- Dorna (13)
- Fohra (16)
- Fritzberg (25)
- Gries (26)
- Großaigen (120)
- Hagberg (10)
- Hörgstberg (35)
- Hörsdorf (58)
- Kleinaigen (31)
- Kleinzell (32)
- Kälberhart (40)
- Lehen (27)
- Loipersdorf (39)
- Loitsbach (30)
- Loitsdorf (49)
- Mank (2 187)
- Massendorf (37)
- Münichhofen (32)
- Nacht (21)
- Oberschmidbach (41)
- Pichlreit (12)
- Poppendorf (53)
- Pölla (34)
- Ritzenberg (33)
- Rührsdorf (22)
- Simonsberg (37)
- St. Frein (16)
- St. Haus (16)
- Strannersdorf (28)
- Wies (47)
- Wolkersdorf (27)